# Rossano Ercolini
Rossano Ercolini é um professor italiano e ambientalista da Toscana. Ele foi agraciado com o Prémio Ambiental Goldman em 2013, em particular pelos seus esforços em informar o público sobre os riscos para a saúde e ambientais da incineração, e também por defender os princípios de zero resíduos.